# Elecciones presidenciales de Ecuador de 1997
Las elecciones presidenciales de Ecuador de 1997 fue un proceso de elección indirecta extraordinaria realizado por el Congreso Nacional del Ecuador como resolución de la crisis política de 1997, resultando electo Fabián Alarcón como Presidente Constitucional Interino para el período interino 1997 - 1998, siendo ratificado como Presidente Constitucional en período interino a través del Referéndum de Ecuador de 1997 y mediante una Disposición Transitoria en la Constitución de 1979 incluida mediante enmienda constitucional.

## Antecedentes
El 6 de febrero de 1997, tras protestas en las ciudades de Quito, Guayaquil, Cuenca y otras ciudades y pueblos más, el presidente Abdalá Bucaram fue destituido de su cargo como presidente de la república por el Congreso Nacional. Los congresistas votaron por este acto, con una simple mayoría de 44 votos de 82 posibles, basados en el artículo 100 en el que se explica la figura de incapacidad mental, por la cual el Congreso lo depuso de su cargo, sin juicio político ni análisis médico previo, al no haber norma legal que regule y establezca el procedimiento para justificar el uso de ese artículo de la constitución.
El 9 de febrero, el Congreso Nacional, siguiendo el acuerdo con las Fuerzas Armadas, aprobó una Resolución que confirmaba la destitución de Bucaram, aceptaba la renuncia del Presidente Interino Fabián Alarcón a su elección, y encargaba la Presidencia Constitucional a la vicepresidenta de la república, de forma temporal hasta la elección del presidente interino, momento en que Rosalía Arteaga retomaría su cargo como vicepresidenta. Bucaram anunció que dejaba el país con rumbo a Panamá para buscar apoyo internacional, encargando la presidencia a la vicepresidenta Arteaga, quién obtiene el apoyo de las Fuerzas Armadas hasta que se determine el proceso legal para elegir al presidente interino.
El 11 de febrero, el presidente encargado del Congreso convocó a una nueva sesión extraordinaria para la elección del presidente constitucional interino con un período hasta el 10 de agosto de 1998, fecha en la cual asume el nuevo Presidente y Vicepresidente de la República, siéndole negado el paso a la presidenta Arteaga, la cual renunció a su encargo, resultando electo nuevamente Alarcón como presidente, siendo posesionado y ceñido con la banda presidencial inmediatamente.

## Desarrollo

### Crisis Constitucional
La Constitución de Ecuador de 1979 originalmente establecía que le sucediese al presidente quien fuera vicepresidente para completar el período presidencial, pero en 1995 este artículo fue retirado de la constitución por el Congreso Nacional al incluir varias enmiendas constitucionales, dejando un vacío legal en la constitución, no habiendo un sucesor claro del presidente.
En la misma resolución que destituía Bucaram como Presidente Constitucional, fue designado por el Congreso Nacional como Presidente Constitucional Interino Fabián Alarcón, Presidente del Congreso, quién juró inmediatamente su cargo. Alarcón hacía valer su legitimidad afirmando que el Congreso, electo por votación popular, representaba la soberanía nacional, intentando ingresar al Palacio de Carondelet en la noche del 6 de febrero, siendo impedido por la barricada colocada por la seguridad presidencial.
La vicepresidenta Rosalía Arteaga, en oposición al Congreso Nacional, intentó asumir el mandato durante la noche del 6 de febrero, reconociendo de la resolución aprobada por el Congreso únicamente el artículo que destituía a Bucaram, ignorando la designación de Alarcón, por lo que firmó un decreto por el cual asumía la Presidencia Constitucional y designaba a su gabinete. Las Fuerzas Armadas del Ecuador le habían retirado el apoyo a Bucaram para la madrugada del 7 de febrero, y no era reconocido ya como jefe de Estado.
Bucaram, rechazando lo dispuesto por el Congreso quien se negaba a aceptar la resolución se mantuvo en el Palacio de Carondelet durante el 7 de febrero, decretando el estado de emergencia y la suspensión de derechos constitucionales, el cual fue desestimado por Alarcón, declarando que el ministro de defensa, ya no era ministro, afrontando la insistente protesta para que el presidente interino se instale en el palacio. Bucaram tuvo que retirarse del palacio al abandonarse durante la noche del 7 de febrero, dirigéndose a Guayaquil; Alarcón y Arteaga ostentaban el palacio, por lo que las Fuerzas Armadas sitiaron Carondelet hasta la resolución de la pugna de poderes.
El mismo día, Bucaram instalado en la Gobernación del Guayas reclamaba la presidencia constitucional, Arteaga mantenía su reclamo y Alarcón, junto a los parlamentarios insistían en la legalidad y constitucionalidad de su actuar, por lo que las Fuerzas Armadas realizaron una mediación entre las 3 facciones que aspiraban el poder, llegando a un acuerdo que debía ser ejecutado al día siguiente por el Congreso: confirmar la destitución de Bucaram y permitirle buscar asilo político, anular la designación de Alarcón y el encargo de la presidencia constitucional de forma temporal a la vicepresidenta Arteaga.

### Resolución
El 9 de febrero, el Congreso Nacional, siguiendo el acuerdo con las Fuerzas Armadas, aprobó una Resolución que confirmaba la destitución de Bucaram, aceptaba la renuncia del Presidente Interino Fabián Alarcón a su elección, y encargaba la Presidencia Constitucional a la vicepresidenta de la república, de forma temporal hasta la elección del presidente interino, momento en que Arteaga retomaría su cargo como vicepresidenta. Bucaram anunció que dejaba el país con rumbo a Panamá para buscar apoyo internacional, encargando la presidencia a la vicepresidenta Arteaga, quién obtiene el apoyo de las Fuerzas Armadas hasta que se determine el proceso legal para elegir al presidente interino.

## Candidatos
| Lista | Partido | Partido                  | Presidente              | Cargos Previos                                                 |
| ----- | ------- | ------------------------ | ----------------------- | -------------------------------------------------------------- |
| -     |         | Movimiento MIRA          | Rosalía Arteaga Serrano | Vicepresidenta de la República (1996 - 1997 / 1997 - 1998)     |
| 14    |         | Frente Radical Alfarista | Fabián Alarcón Rivera   | Presidente del Congreso Nacional (1991 - 1992) / (1995 - 1997) |

Fuente:

## Resultados

### Designación del Presidente Constitucional Interino del 6 de febrero de 1997 (Anulada)

Mapa de votación de la Designación de Alarcón como Presidente Interino: 44 a favor, 34 en contra, 2 abstenciones, 2 ausentes

La primera designación realizada en medio de la crisis constitucional del 6 de febrero. Un acuerdo con las Fuerzas Armadas, ante las dudas de la legalidad de su designación, él y el Congreso Nacional aceptaron anular la designación.
El texto de la resolución fue el siguiente:
El Congreso Nacional
Ante los sucesos que paralizan y conmueven a la Nación ecuatoriana provocados por la bochornosa e ilegal conducta del Presidente de la República abogado Abdala Bucaram Ortiz que de manera reiterada y constante viola la Constitución y las leyes de la República, atropella a la Sociedad Civil, amenaza y agrede a la prensa y más medios de comunicación, utiliza a las Fuerzas Armadas en actos extraños a sus funciones perjudicando su imagen, protagoniza actividades artísticas musicales y deportivas reñidas frontalmente con la majestad de la presidencia de nuestra República y ha montado una gigantesca red de familiares y allegados que son el eje de la corrupción que, convertida en sistema de gobierno, azota y denigra al Ecuador; Que el presidente de la República ha intentado amedrentar a los diputados impidiendo el normal tránsito al Palacio Legislativo y amenazando al Presidente del Parlamento y a los principales líderes del mismo, con apresarlo si no se someten a sus caprichos; y, Que la exigencia virtualmente unánime de la población es que termine este estado de caos y desafueros organizado por el Ejecutivo, Resuelve:
1. Declarar la incapacidad mental para gobernar del abogado Abdala Bucaram Ortiz, al tenor del literal d) del Art. 100 de la Constitución Política de la República y consecuentemente el cese de funciones como Presidente Constitucional de la República.
2. En aplicación del inciso 2.º del Art. 1 de la Constitución y en uso de esas atribuciones, designa como Presidente Constitucional Interino de la República del Ecuador, al doctor Fabián Alarcón Rivera, Presidente del H. Congreso Nacional para que en lapso de un año contado a partir de esta fecha, convoque a elecciones generales para designar Presidente y Vicepresidente de la República y Diputados Provinciales, Concejales y Consejeros, que deban ser renovados por la conclusión de su periodo, quienes deberán posesionarse en el mes de agosto de 1998, de acuerdo con la Ley.

| Lista           | Partido                  | Presidente      | Votos |
| --------------- | ------------------------ | --------------- | ----- |
| 14              | Frente Radical Alfarista | Fabián Alarcón  | 44    |
| Votos en Contra | Votos en Contra          | Votos en Contra | 34    |
| Abstención      | Abstención               | Abstención      | 2     |
| Ausentes        | Ausentes                 | Ausentes        | 2     |

### Encargo Temporal de la Presidencia Constitucional de la República del 9 de febrero de 1997

Mapa de votación del Encargo de la Presidencia a la Vicepresidenta Arteaga: 45 a favor, 1 abstención, 36 ausentes

Al anularse la designación de Alarcón, se dio paso a la sucesión presidencial, por lo que el Congreso Nacional, siguiendo el acuerdo con las Fuerzas Armadas, encargó la presidencia constitucional de forma temporal a la vicepresidenta Arteaga hasta la elección del presidente interino, y que posteriormente, al elegirse al nuevo presidente sería restituida en su cargo como Vicepresidenta, siendo posesionada inmediatamente en el Palacio de Carondelet ante el Comando Conjunto de las Fuerzas Armadas y varios diputados, el secretario y Presidente Encargado del Congreso Nacional.
El texto de la resolución fue el siguiente:
- “El Congreso Nacional, considerando, que el H. Congreso Nacional, como supremo representante de la voluntad popular, mediante Resolución del 6 de febrero de 1997, declaró el cese de las funciones como Presidente Constitucional de la República del abogado Abdalá Bucaram Ortiz, de conformidad con lo estatuido en el literal d), del artículo 100 de la  Constitución Política de la República; que el 9 de febrero de 1997 el señor doctor Fabián Alarcón Rivera, mediante atenta comunicación al Congreso Nacional expresa que a fin de fomentar la unión interna de todos los ecuatorianos y lograr fortalecer el frente interno de la República, ha solicitado se deje sin efecto el encargo de ejercer la Presidencia Constitucional Interina de la República, expedido el 6 de febrero de 1997, de modo que el Parlamento Nacional tenga la libertad de proceder de conformidad con el criterio que estime pertinente; y, en ejercicio de sus facultades constitucionales y legales, RESUELVE:
- ARTICULO PRIMERO: Ratificar la declaratoria de incapacidad mental para gobernar del abogado Abdalá Bucaram Ortiz, al tenor del literal d) del Artículo 100 de la Constitución Política de la República y consecuentemente el cese de sus funciones y la vacancia del cargo de Presidente Constitucional de la República, resuelta por mayoría de votos de los miembros del H. Congreso Nacional.
- ARTICULO SEGUNDO: Encargar la Presidencia de la República en forma temporal, a la doctora Rosalía Arteaga Serrano, Vicepresidenta Constitucional de la República, por el tiempo limitado, estrictamente necesario e indispensable para que el H. Congreso Nacional designe Presidente Constitucional Interino de la República.
- ARTICULO TERCERO: De conformidad con el artículo 74 del Reglamento de la Ley Orgánica de la Función Legislativa, el presidente Constitucional Interino, será nombrado por mayoría absoluta de sus miembros y durará en sus funciones hasta el 10 de agosto de 1998.
- ARTICULO CUARTO: El Tribunal Supremo Electoral, convocará a elecciones generales para designar Presidente Constitucional de la República, quien durará en sus funciones hasta el 10 de agosto de 2002;  69 así como también de conformidad con la Ley convocará a elecciones de Diputados Provinciales, Concejales Municipales y Consejeros Provinciales, que correspondan, de manera que quienes resulten electos, asuman sus funciones el 1 y 10 de agosto de 1998, respectivamente.
- ARTICULO QUINTO: Una vez posesionado el presidente Constitucional Interino por parte del H. Congreso Nacional, la doctora Rosalía Arteaga Serrano, reasumirá la Vicepresidencia Constitucional de la República.
- ARTICULO SEXTO: Ratifícase íntegramente el contenido de la Resolución adoptada por el Congreso Nacional el 6 de febrero de 1997, en lo que no se oponga a la presente Resolución, con la excepción de que queda sin efecto el encargo del ejercicio de la Presidencia Constitucional Interina de la República del doctor Fabián Alarcón Rivera, quien reasumirá de manera inmediata la Presidencia del H. Congreso Nacional. Dado en la ciudad de San Francisco de Quito, Distrito Metropolitano, en la Sala de Sesiones del Congreso Nacional, a los nueve días del mes de febrero de mil novecientos noventa y siete.

| Lista      | Partido                                              | Presidente        | Votos |
| ---------- | ---------------------------------------------------- | ----------------- | ----- |
| -          | Movimiento Independiente por una República Auténtica | 'Rosalía Arteaga' | 45    |
| Abstención | Abstención                                           | Abstención        | 1     |
| Ausentes   | Ausentes                                             | Ausentes          | 36    |

### Resultados de elección definitiva del Presidente Interino
Arteaga renunció a la Presidencia de la República, dando vía libre a la elección del presidente interino. La resolución de elección de Alarcón del 11 de febrero de 1997 incluía dar por terminada el encargo de la presidencia de Arteaga y restituir su cargo como Vicepresidenta de la República hasta el 10 de agosto de 1998.
El texto de la resolución fue el siguiente:
- 1. Designar Presidente Constitucional Interino de la República al doctor Fabián Alarcón Rivera, quien durara en esas funciones hasta el 10 de agosto de 1998.
- 2. En Consecuencia, declara terminado el encargo de las funciones de Presidente Constitucional de la República, efectuando en sesión del día 8 de febrero de 1997, a favor de la doctora Rosalía Arteaga Serrano, Vicepresidente de la República.

| Lista           | Partido                  | Presidente      | Votos |
| --------------- | ------------------------ | --------------- | ----- |
| 14              | Frente Radical Alfarista | Fabián Alarcón  | 57    |
| Votos en Contra | Votos en Contra          | Votos en Contra | 2     |
| Abstención      | Abstención               | Abstención      | 5     |
| Votos en Blanco | Votos en Blanco          | Votos en Blanco | 1     |
| Ausentes        | Ausentes                 | Ausentes        | 17    |

Fuente:

### Ratificación de la designación de Alarcón como Presidente Constitucional
Alarcón, al asumir la presidencia, convocó a un referéndum para legitimar su mandato, ya que había fuertes dudas de la legalidad de su designación, realizándose el 25 de mayo de 1997, resultando en el triunfo del Sí en todas las preguntas, las cuales incluían la destitución de Bucaram, la convocatoria a una Asamblea Constituyente y aprobación de la designación de Alarcón como Presidente Constitucional Interino.
Ante esto, el Congreso Nacional procedió a enmendar la constitución vigente, incluyendo la designación de Alarcón como "Presidente de la República" hasta el 10 de agosto de 1998 a través de la Disposición Transitoria Decimotercera y la inclusión de la Vicepresidenta Arteaga al mismo período interino, homologando la designación de Alarcón como una elección presidencial, decisión validada por el Tribunal Constitucional.